# Battaglia di Miriocefalo
La battaglia di Miriocefalo fu combattuta il 17 settembre del 1176 tra Bizantini e turchi Selgiuchidi.

## Antefatto
Nel corso del lungo periodo in cui regnò  Manuele I Comneno (1143-1180), l'Impero bizantino aveva progressivamente aumentato il suo ruolo di potenza nel Mediterraneo orientale. I Selgiuchidi, suoi tradizionali nemici, erano stati tenuti a bada fin dai primi anni del suo regno e da allora l'Impero aveva esteso la sua influenza tra alterne vicende, in tutte le direzioni. Oltre a ciò, era evidente a tutti il riflusso del Sultanato selgiuchide di Iconio, che era apparso sempre meno potente a partire dall'epoca della Prima Crociata.
Tuttavia nel 1156 salì al trono Qilij Arslan II (1156-1192), che riorganizzò gli scompaginati domini turchi, aumentando anche la coesione dell'esercito e il numero di guerrieri turcomanni disponibili per le campagne sotto il suo diretto comando.
Così, quando il 15 maggio 1174 Norandino (1146-1174) morì, i Danishmendidi rimasero senza un protettore, trovandosi indifesi contro i Selgiuchidi. Qilij Arslan ebbe a questo punto l'occasione di conquistare molti territori prima appartenenti a Norandino, e due principi danishmendidi si recarono a Costantinopoli, per chiedere aiuto all'imperatore bizantino.
Nell'estate del 1176 Manuele si mise in marcia, alla testa del suo sperimentato esercito, incrementato da potenti mercenari franchi e magiari, per raggiungere Iconio; fu quasi subito raggiunto dagli inviati del Sultano con proposte di pace molto vantaggiose per l'Impero bizantino.
Quasi tutti i suoi ufficiali erano d'accordo, tranne una piccola minoranza di giovani, che ardeva dal desiderio di andare in guerra. Secondo le fonti contemporanee, Manuele si fece dissuadere dai suoi giovani ufficiali, e comandò che la campagna proseguisse. In realtà, al di là della smania di combattere di questi incauti consiglieri, il Basileus, che non si era pienamente reso conto della ristrutturazione dello Stato operata dal suo avversario, né del suo rinnovato potenziale bellico, era deciso a farla finita una volta per tutte col suo scomodo vicino, per ripristinare pienamente il dominio bizantino in Anatolia perso dopo Manzicerta. Solo così avrebbe assicurato una frontiera relativamente sicura all'Impero per i decenni a venire, e in quest'ottica il suo tentativo appare più giustificato.

## La battaglia
Dalla fortezza di Miriocefalo il sentiero percorreva una gola tortuosa e angusta fra i monti, mentre la lunga colonna era appesantita dai carriaggi e dalle macchine ossidionali necessarie per gli assedi che i bizantini pensavano di dover affrontare; da sopra le montagne i selgiuchidi prepararono l'imboscata. Sia l'uscita che l'entrata erano state bloccate, così iniziò la battaglia che fu la più classica ed efficace delle imboscate, con i turchi che bersagliavano dalle alture gli stupefatti avversari. Manuele riuscì a far guadagnare ai suoi una posizione appena meno vulnerabile, dopo aver comunque subito la perdita di molti uomini (fra cui il cognato Baldovino d'Antiochia, sacrificatosi in una carica diversiva) e delle salmerie, ma la situazione restava assai grave.
Il massacro sembrava difficilmente evitabile, ma il sultano turco ebbe pietà di Manuele e del suo esercito, forse intimorito dall'idea di distruggere completamente l'esercito bizantino, creando una situazione dagli imprevedibili risvolti, o forse poiché non era sicuro di avere truppe a sufficienza per completarne l'annientamento. Fece sapere che le ostilità sarebbero state sospese se l'imperatore avesse distrutto le sue fortificazioni a Dorileo e Subleo, (che erano state appena rinnovate nel 1174). Manuele accettò e i due eserciti si separarono.

## Conseguenze

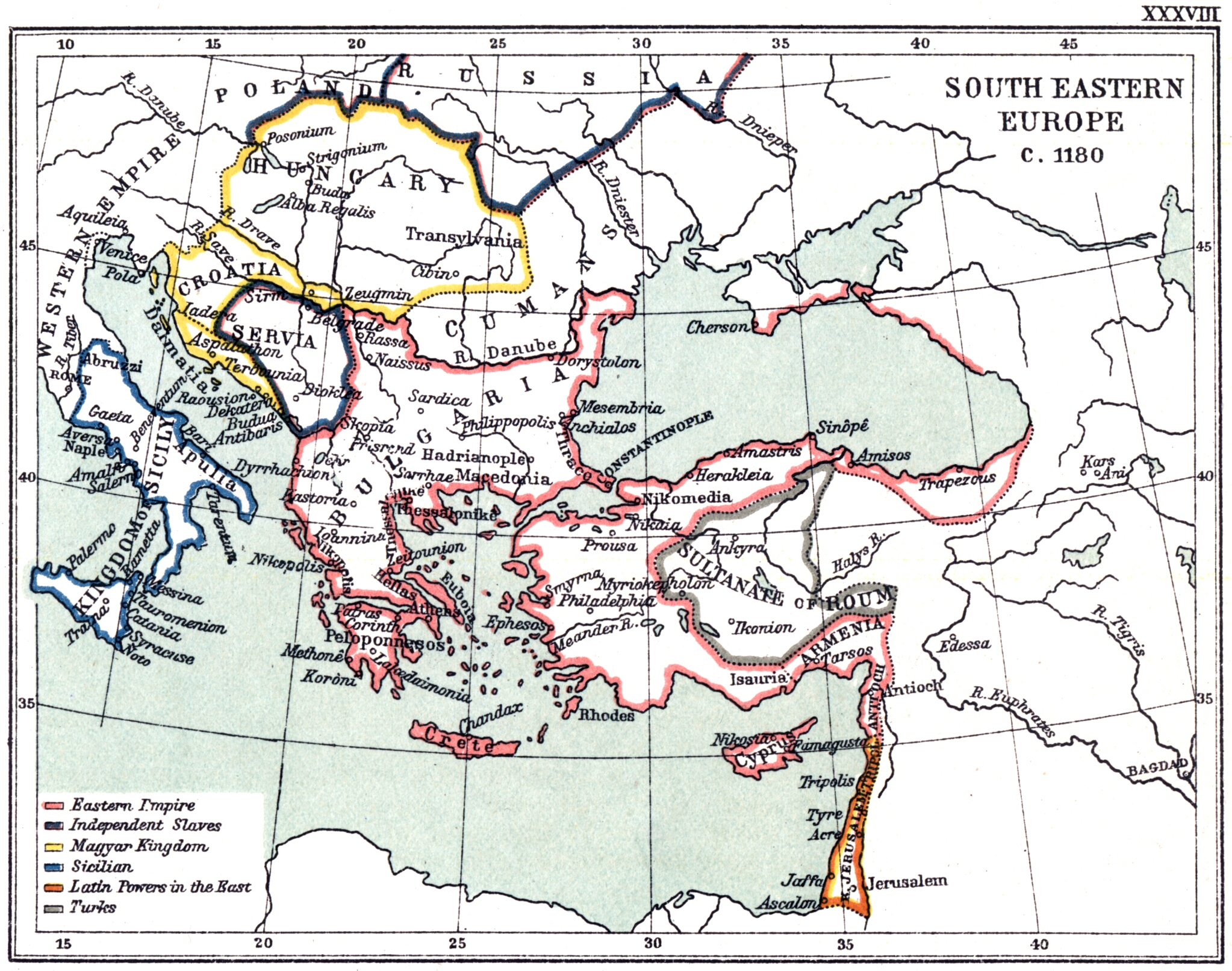
Mappa del Vicino Oriente nel 1180, con segnalata la posizione di Miriocefalo

Molti storici, sia moderni sia medievali, si chiesero cosa sarebbe successo se Manuele fosse stato meno avventato nell'avanzata o se i Selgiuchidi avessero portato fino in fondo il massacro degli invasori.
Per certo la sconfitta di Miriocefalo tolse ogni speranza all'imperatore di riprendersi l'intera Anatolia, conquista che più che mai sembrava possibile, portando anche a una crisi economica l'Impero, anche se le clausole della pace furono solo parzialmente rispettate, visto che negli ultimi anni che gli restavano da vivere, Manuele non smantellò le fortezze di frontiera come gli era stato richiesto.
Qilij Arslan si accontentò di aver fermato la spinta espansiva dei Bizantini e di aver rafforzato la frontiera occidentale dei suoi possedimenti, anche perché i rapporti di forza tra i due eserciti non erano affatto sbilanciati a favore dei turchi, come dimostrarono i fallimentari tentativi d'invasione dell'Asia Minore bizantina operati dal Sultano, dopo che divenne chiaro il mancato rispetto dei patti da parte dell'Imperatore.
Nel giro di una generazione tuttavia, entrambi i contendenti avrebbero avuto ben altro a cui pensare, col progressivo indebolimento del potere selgiuchide dopo la morte del volitivo Sultano e con lo sprofondare dell'Impero bizantino in una crisi interna, anche qui dopo la dipartita del sovrano, che avrebbe facilitato molto la vittoria nel 1204 dei combattenti della Quarta crociata.